# Wilt Chamberlain
Wilton Norman "Wilt" Chamberlain (Philadelphia, Pennsylvania, 21. kolovoza 1936. – Bel Air, Kalifornija, 12. listopada 1999.), bio je američki profesionalni košarkaš. Igrao je na poziciji centra, a Philadelphia Warriorsi izabrli su ga na NBA draftu 1959. godine. U svojoj petnaestogodišnjoj karijeri ostvario je mnoge uspjehe. Igravši za Harlem Globetrotterse, Philadelphia/San Francisco Warriorse, Philadelphia 76erse, Los Angeles Lakerse i San Diego Conquistadorse osvojio je dva NBA prstena, četiri puta proglašavan je najkorisnijim igračem lige, te je jednom proglašen za najkorisnijeg igrača NBA All-Star utakmice, jednom za najkorisnijeg igrača NBA finala i jednom za novaka godine. Chamberlain je trinaesterostruki NBA All-Star, te je deset puta izabran u All-NBA momčad i dva puta u All-Defensive momčad.
Chamberlain je vlasnik nekoliko desetaka NBA rekorda, najčešće u poenima i skokovima. Zajedno s drugim ostvarenjima Chamberlain je jedini igrač koji je u jednoj NBA sezoni ostvario prosjeke više od 40 i 50 poena po utakmici, te jedini koji je u jednoj utakmici postigao 100 poena. Također Chamberlain je osvajao sedam naslova za najboljeg strijelca lige, jedanaest naslova za najboljeg skakača lige, devet puta bio je najprecizniji u postignutim koševima, te je jednom čak predvodio ligu i u asistencijama. Koliko je bio dominantan u napadu i skokovima govore sljedeći podatci da je u svojoj karijeri postigao nevjerojatnih 31419 poena i 23924 skokova. Chamberlain je član Košarkaške Kuće slavnih od 1978. godine, a 1980. godine uvršten je na popis 35 najvećih košarkaša NBA lige. Godine 1996. primio je veliko priznanje kada je uvršten na popis 50 najvećih igrača u povijesti NBA lige. Nakon NBA karijere Chamberlain je postao vrlo uspješan poslovni čovjek, te je ostvario nekoliko zapaženijih glumačkih uloga od kojih je i ona u flimu Conan razarač. Cijeli život bio je neženja, a nakon njegove smrti izašao je nevjerojatan podatak da je spavao s 20 tisuća žena.

## Životopis

### Rani život
Chamberlain je rođen 1936. godine, u gradu Philadelphiji, u saveznoj državi Pennsylvaniji. Rođen je kao jedno od devetero braće i sestara. Bio je krhko dijete, te je umalo umro od pneumonije što je rezultiralo propuštanjem cijele školske godine. U ranom djetinjstvu Chamberlaina košarka nije previše zanimala jer je mislio kako je to "igra za slabiće". Chamberlain se bavio atletikom, ponajviše trčanjem. U raznim disciplinama ostvario je sjajne rezultate, od kojih su najbolji u skoku u vis, trčanju na 400 metara, skoku u dalj i dr. Međutim Chamberlain je odustao od svega toga jer je u Philadelphiji košarka bila "kralj svih sportova".
Kako je Chamberlain već u dobi od 10 godina bio visok oko 1,83 cm, a u srednjoj školi oko 2,11 cm, imao je sjajnu predodređenost za košarku. Nakon nekoliko mjeseci vježbanja i treninga Chamberlain je tjelesno ojačao, te je na vidjelo došao njegov talent za postizanje poena i blokiranje šuteva. Po novinaru ESPN-a koji je komentirao Chamberlaina on je bio "zastrašujuće ogroman naprema ostalim smrtnicima". U to vrijeme dobio je brojne nadimke od kojih mu je najdraži The Big Dipper jer je uvijek prije ulaska u neku prostoriju morao sagnuti glavu.

### Srednja škola
U sezoni 1952./53. Chamberlain je, kao igrač Overbrook Panthersa, prosječno postizao 31 poen po utakmici, te je odveo momčad do osvajanja javne lige. U utakmici završnice grada Philadelphije, protiv rivala West Catholica, Chamberlain je bio u nekoliko navrata zaustavljan od čak trojice igrača, ali ni to mu nije zasmetalo postići 29 poena. Unatoč sjajnome Wiltu njegova momčad izgubila je rezultatom 54:42. U drugoj sezoni u dresu Overbrooka Chamberlain je nastavio sa sjajnim igrama te je u utakmici sa srednjom školom Roxborough postigao čak 71 poen. Panthersi su s lakoćom ušli u završnicu javne lige te tamo svladali srednju školu Northeast High School. U toj utakmici, Chamberlain je postigao 40 poena i donio svojoj momčadi još jedan naslov javne lige. U finalu grada Philadelphije susreli su se sa srednjom školom South Catholic. U toj utakmici Chamberlain je ponovno bio nezaustavljiv te je s 32 postignuta poena svojoj močadi donio pobjedu 74:50 i naslov grada. Te sezone Overbrook je na čelu s Chamberlainom ostvario nevjerojatan omjer od 19-0. Tijekom ljetnih praznika Chamberlain je radio u obližnjem hotelu. Upravo tamo odsjeo je trener Bostona, Red Auerbach, koji je odmah uočio talentiranog mladića. Nagovorio ga je na dvoboj 1 na jedan sa zvijezdom sveučilišta Kansas, B. H. Bornom, koji je izabran za najkorisnijeg igrača NCAA završnice 1953. godine.
Chamberlain je taj dvoboj dobio rezultatom 25:10, a Born, razočaran svojim porazom, odustao je od obećavajuće NBA karijere te je postao poljoprivredni inženjer. Auerbach vidjevši sjajan talent koji se krio u Chamberlainu pokušavao ga je nagovoriti na odlazak na sveučilište New England kako bi ga mogao izabrati na draftu kao teritorijalni izbor. Međutim, Chamberlain je ovu sjajnu ponudu odbio, a kasnije se pokazalo da je Chamberlainovo mjesto zauzeo upravo njegov budući rival Bill Russell. U trećoj i posljednjoj sezoni u dresu Overbrooka, Chamberlain je u tri uzastopne utakmice postigao 74, 78 i 90 poena. Panthersi su po treći put osvojili javnu ligu pobijedivši West Philadelphiu rezultatom 78:60. U gradskoj završnici Chamberlain je s 35 poena predvodio svoju momčad do lake, 83:42, pobjede nad školom West Catholic. Također tijekom te tri godine Chamberlain je postao najbolji strijelac srednje škole postigavši 2.252 poena, što u prosjeku iznosi 37.4 poena po utakmici. Nakon završetka sezone Chamberlain je dobio više od 200 ponuda raznih sveučilišta. Neki su mu čak nudili glumački angažman, dijamante pa čak i mjesto trenera/igrača. Nakon nekoliko tjedana razmišljanja i brojnih posjeta sveučilištima Chamberlain je odlučio zaigrati za sveučilište u Kansasu.

### Sveučilište
Godine 1955. Chamberlain se pridružio sveučilištu Kansas. Nakon dolaska u Kansas Chamberlain je bio razočaran zbog toga što je u Philadelphiji bio tretiran kao zvijezda, a u Kansasu je bio nepoznat te je vladala velika nepravda prema crncima. Chamberlain je pokušao ignorirati te događaje, te je u slobodno vrijeme izlazio na mjesta na koja bi god htio. Ubrzo je vidio da ga ne cijene te je odustao od svojeg nauma, ali se s vremenom i odnos prema crncima poboljšao. Također, Chamberlain je volio živjeti u Kansasu pogotovo zbog sjajne jazz scene i društvenog života. Na sveučilištu Chamberlain je postao član, kasnije i predsjednik, poznatog bratstva te je u svom debiju, protiv starijih suigrača, odigrao sjajno te je završio utakmicu s 52 poena, 29 skokova i 4 blokade. Pod vodstvom trenera Phoga Allena Chamberain je igrao sjajno te je s njim razvio sjajan odnos, ali je trener Allen zbog navršenih 70 godina morao otići u prisilnu mirovinu. Dolaskom Allenova nasljednika Dicka Harpa Chamberlain je postao nezadovoljan jer je s novim trenerom razvio loš odnos, a mnogi su i sumnjali da bi uopće došao na sveučilište da je znao da će se trener Allen umiroviti. Dana 3. prosinca 1956. godine Chamberlain je ostvario i službeni nastup u dresu Jayhawksa i u pobijedi svoje momčadi, 87:69, postigao 52 poena i 31 skok, te je time srušio i nekoliko sveučilišnih rekorda. Tijekom tog razdoblja Chamberlain je bio nezaustavljivi napadački stroj koji je i razvio nekoliko nezaustavljivih poteza od koji su: šut s distance, šut od table i sjajan ulazak u reket. Također razvio je svoju tehniku dodavanja te je igru u obrani poboljšao sa sve većim brojem blokiranih šuteva, koji su kasnije vodili do laganih poena. Kao vođa mlade i talentirane momčadi Jayhawksa, odveo ih je do omjera 13-1, ali su izgubili od sveučilišta Oklahoma Statea, koji su tijekom utakmice držali loptu u posjedu po 3 minute bez namjere za postizanjem koša. Taj problem je, tek 1984. godine, riješen uvođenjem ograničenja napada na 24 sekunde.
Kao i u srednjoj školi, Chamberlain se bavio i atletikom te je ostvario zapažene rezultate i u tom području. Udaljenost od 100 metara Chamberlain je prelazio za 10.9 sekunda, a u troskoku bio je ostvarivao rezultate preko 15.30 metara. U skoku u vis i u trčanju Chamberlain je bio tri uzastopne godine prvak sveučilišnih natjecanju tim disciplinama. Tijekom održavanja NCAA prvenstva u Dallasu, koji je u to vrijeme bio segregiran, 1957. godine, momčad Jayhawksa je bila rasno kritizirana i vrijeđana. Jednom prigodom je jedan od bivših igrača te momčadi izjavio: „Pubilka je bila brutalna. Pljuvali su na nas i bili smo izloženi velikom rasnom vrijeđanju.“ Međutim to nije spriječilo momčad Jayhawksa da protiv sveučilišta Southern Methodist odnesu 73:65 pobjedu, u produžetku. Nakon utakmice policija je bila prisiljena otpratiti Jayhawkse do autobusa i obližnjeg odmarališta jer je bijesni narod zbog poraza čak htio i oteti autobus. Iduća utakmica bila je jedanko neugodna zbog velikih rasnih uvrjeda tijekom cijele utakmice, ali su Jayhawksi uvjerljivo pobijedili rezultatom 81:61. U poluzavršnici protiv San Francisca Jayhawksi, na čelu s Chamberlainom, odnose pobjedu rezultatom 80:56 i ulaze u NCAA završnicu. Chamberlain je za svoje zasluge izabran u All-America momčad te je odveo momčad do završnice protiv sveučiliša Sjeverna Karolina, odnosno njihove momčadi Tar Heelsa. U toj utakmici trener Tar Heelsa koristio je brojne taktike za zaustavljanje Chamberlaina, a najčešća je bila ona kada su ga čuvala dvojica igrača, jedan sprijeda, drugi straga, a treći bi dolazio čim bi Chamberlain primio loptu. Sa sjajno čuvanim Chamberlainom Jayhawksi su bili nemoćni i iz igre šutirali su mizernih 27%, te su na poluvrijeme otišli sa zaostatkom od sedam poena odnosno rezultatskim zaostatkom od 29:22. Kasnije su Tar Heelsi poveli s 40:37 i 10 minuta prije kraja počeli su kružiti s dodavanjima bez ikakve namjere za postizanjem poena. Nakon nekoliko pogrešaka Tar Heelsa Jayhawksi su uspjeli izjednačiti rezultat na 46:46, te je taj rezultat ostao sve do kraja regularnog dijela utakmice.
U prvom produžetku obje momčadi postigle su po dva poena, a u drugom produžetku, pri rezultatu 48:48, Jayhawski su čuvali loptu i dodavali je bez ikakve namjere za postizanjem koša. U trećem produžetku Tar Heelsi su postigli tri uzastopna poena, ali je Chamberlain s trostrukim poenom (dva poena + slobodno bacanje) uspio zadržati svoju momčad na samo jednom poenu zaostatka. Nakon što je King postigao dva poena Jayhawksi su bili u prednosti dva poena, ali Joe Quigg, igrač Tar Heelsa, s deset sekundi do kraja utakmice, biva fauliran te s dva postignuta slobodna bacanja vraća prednost svojoj momčadi. U idućem napadu po trenerovoj zamisli lopta je trebala doći do Chamberlaina ali je Ron Loneski premekano dodao tu loptu koja je bila presječena, te je NCAA naslov otišao u Sjevernu Karolinu. Iako je ovo bila teška utakmica za Chamberlaina, jer je bio čuvan od čak trojice igrača, postigao je 23 poena i 14 skokova te je izabran za najkorisnijeg igrača Final Foura. Kasnije je Chamberlain priznao da mu je to bio najbolniji poraz u životu. Na trećoj godini sveučilišta Chamberlain je bio jako frustriran zbog toga što je na svakoj utakmici bio čuvan od dvojice ili trojice igrača koji su mu onemogućavali normalnu igru. Također je i Chamberlain kažnjavao igrače svojim laktovima s kojima je, pri okretanju prema košu, nekolicini igrača znao izbiti i pokoji zub. Iako je bio dobro čuvan Chamberlain je uspio ostvariti sjajni prosjek od 30.1 poena po utakmici te je odveo Jayhawkse do 18-5 omjera. Zbog upale mokraćnog sustava, Chamberlain je bio prisiljen izostati tri utakmice koje su bez njega Jayhawksi izgubili. Zbog želje za odlaskom u profesionalce i željom za zaradom nekog većeg novca Chamberlain je napustio sveučilište. Tijekom trogodišnjeg boravka na sveučilištu Chamberlain je postigao 1433 poena i imao 877 skokova, što u prosjeku iznosi 29.9 poena i 18.3 skokova po utakmici. U to vrijeme, u dobi od 21 godine, Chamberlain se pojavio na nekoliko naslovnica vrlo poznatih časopisa. Mnogo godina kasnije brojni kritičarsi su tvrdili da je Camberlain napustio sveučilište zbog "bijelog" sredozapada ili zbog neosvojenog NCAA naslova. Godine 1998. Chamberlain se vratio na sveučilište zbog ceremonije umirovljenja njegovog dresa s brojem 13 te je, za vrijeme održavanja govora, demantirao sve kritičarske razloge njegova napuštanja sveučilišta.

### Profesionalna karijera

#### Harlem Globetrotters (1958.–1959.)
Nakon frustrirajuće treće godine sveučilišta Chamberlain je htio, prije završetka četvrte godine, postati profesionalni igrač. Budući da u to vrijeme NBA liga nije prihvaćala igrače s nezavršenim studijem 1958. godine Chamberlain je odlučio pristupiti Harlem Globetrottersima za 50 tisuća dolara. Chamberlain je, kao član momčadi, sudjelovao na turneji u SSSR-u, a početnu utakmicu u Moskvi pohvalio je i tadašnji glavni tajnik SSSR-a Nikita Hruščov. Na jednoj utakmici kapetan Globertrottersa, Meadowlark Lemon, pao je na parket, a Chamberlain umjesto da mu pomogne ustati hitro ga je podigao nekoliko desetaka centimetara u zrak i pustio ga. Kasnije je ovaj događaj kapetan komentirao s riječima: „Chamberlain je bio najjači športaš koji je ikad živio“. U kasnijim sezonama, Chamberlain se najčešće pridruživao Globertrottersima nakon završetka doigravanja te ga je publika uvijek rado pozdravljala zbog svoje atraktivnosti. Dana 9. ožujka 2000. godine uprava Globertrottersa odlučila je umiroviti Chamberlainov dres s brojem 13.

#### Philadelphia/San Francisco Warriors (1959.–1965.)
Dana 24. listopada 1959. godine Chamberlain je konačno uspio ostvariti svoj NBA debi u dresu Philadelphia Warriorsa. Warriorsi su imali neuobičajeno visok izbor na draftu, tzv. teritorijalni izbor, na kojem su izabrali upravo Chamberlaina. Iako je Chamberlain prije dolaska u NBA igrao na sveučilištu u Kansasu, koji nije u istoj regiji kao i Philadelphia, uspio je zaigrati u Warriorsima zbog njihovog vlasnika. Vlasnik Warriorsa, Eddie Gottlieb, zalagao se na pravo biranja Chamberlaina jer je on odrastao u Philadelphiji i stekao ondje slavu kao srednjoškolski igrač, a jer nema nijedne NBA momčadi u Kansasu Warriorsi bi trebali dobiti pravo na njegovo draftiranje. Uprava NBA lige složila se s vlasnikom Warriorsa te je jedini put u povijesti lige odobrila izabiranje igrača bez obzira na njegovo sveučilište. Chamberlain je odmah postao najplaćeniji novak, ali i igrač lige s primanjima u vrijednosti od 30 tisuća dolara nasuprot dotadašnjem najplaćenijem igraču Celticsa, Bobu Cousyu, koji je imao plaću oko 25 tisuća dolara. Za usporedbu, tadašnji vlasnik Warriorsa sedam godina prije kupio je cijelu franšizu Warriorsa za samo 25 tisuća dolara. U sezoni 1959./60. Chamberlain se pridružio momčadi Warriorsa koju je predvodio trener Neil Johnston i igrači poput Toma Gole, Paula Arizina, Erniea Becka i Guya Rodgersa te su, začuđujuće, svi igrači početne petorke bili građani Philadelphije. U svom NBA debiju, protiv New York Knicksa, Chamberlain je postigao 43 poena i imao je 28 skokova. U svojoj četvrtoj utakmici Philadelphija se susrela s Boston Celticsima i trenerom Redom Auerbachom kojeg je Chamberlain nekoliko godina prije odbio, te Chamberlainovim starim NCAA rivalom Billom Russellom koji se smatrao najboljim obrambenim igračem lige. U prvom od mnogih dvoboja s Russellom Chamberlain ga je nadigrao s 30 naprema 28 poena, ali su Celticsi dobili utakmicu. U tisku poslije utakmice taj dvoboj je prozvan jednim od mnogobrojnih i sigurno sjajnih dvoboja tih dvojice centara. Rivlastvo između Chamberlaina i Russella izrast će u jedno od najvećih u povijesti lige, ali su dvojica igrača bili vrlo bliski u privatnom životu kao kasnije Larry Bird i Magic Johnson.
U prvoj sezoni Chamberlain je ostvario prosjek od 37.6 poena i 27 skokova po utakmici te je uvjerljivo srušio nekoliko rekorda regularne sezone. Chamberlainu je trebalo samo 56 utakmica kako bih postigao 2102 poena i srušio tadašnji rekord Boba Pettita kojem je trebalo 72 utakmice kako bih postigao 2101 poen. Te sezone Chamberlain je osvojio nagradu za novaka godine, ali i nagradu za najkorisnijeg igrača lige te je srušio osam NBA rekorda. Sličan uspjeh ostvario je i Wes Unseld u sezoni 1968./69., te se pridružio Chamberlainu kao jedinim igračima koji su u svojoj prvoj rookie sezoni osvojili nagradu za novaka i najkorisnijeg igrača lige. Na All-Star utakmici 1960. godine Chamberlain je briljirao s 23 poena i 25 skokova i odveo Istok do pobjede. Za svoje sjajne izvedbe Chamberlain je osvojio nagradu za najkorisnijeg igrača All-Star utakmice. Već u to vrijeme Chamberlain se mučio s izvođenjem slobodnih bacanja te ih je realizirao nešto više od pola, a s vremenom se pokazalo da mu je to bila jedina velika mana u igri. Warriorsi su ostvarili doigravanje te su u poluzavršnici Istoka pobijedili Syracuse Nationalse i ostvarili završnicu Istočne konferencije gdje su se susreli s Boston Celticsima. U toj seriji Auerbach je postavio Toma Heinsohna na Chamberlaina kako bi ga tijekom šutiranja slobodnih bacanja zaustavio u povratku prema košu i blokiranju šuteva, te je time omogućio suigračima, uz brzi protok lopte, postizanje lakih i brzih koševa. Momčadi su podijelile prve dvije utakmice te je rezultat serije bio pri rezultatu 1-1. U drugoj utakmici Chamberlaina je isprovocirao Heinsohn, te ga je udario. U nastalom naguravanju Chamberlain je ozlijedio ruku a Warriorsi su izgubili iduće dvije utakmice. U petoj utakmici, oporavljen od ozljede, Chamberlain je postigao čak 50 poena te je momčadi osigurao pobjedu. Međutim Heinsohn je na kraju bio heroj serije jer je u zadnjim sekundama šeste utakmice postigao odlučujući koš i osigurao svojoj momčadi pobjedu u seriji od 4-2. Nakon sezone Chamberlain je šokirao navijače Warriorsa jer je razmišljao o prijelazu u nižerazredne lige ili odlasku u mirovinu, a glavni razlog tome bio je umor od teških prekršaja te udvajanja ali i čuvanja od čak trojice igrača. Međutim, kao i na početku njegove karijere, vlasnik Warriorsa je odigrao značajnu ulogu u ostanku Chamberlaina u ligi, ali uz određenu cijenu, ovaj puta potpisivanjem novog ugovora u visini od 65 tisuća dolara.
Iduće sezone Chamberlain je znatno popravio svoje statistike, prosječno postižući 38.4 poena i 27.2 skokova po utakmici te je time postao prvi igrač koji je "probio" granicu od 3000 poena i jedini igrač u NBA povijesti koji je ostvario preko 2000 skokova u sezoni, točnije 2149 skokova. Jedini igrač koji je osim Chamberlaina postigao u jednoj sezoni preko 3000 poena bio je Michael Jordan koji je, u sezoni 1986./87, postigao 3041 poen. Također je osvojio svoju prvu nagradu za najpreciznijeg igrača lige te je te iste sezone postavio rekord od 55 skokova na utakmici što je i najviši broj skokova na jednoj utakmici u NBA povijesti. Međutim, Chamberlain nije uspio sve te svoje individualne uspjehe pretvoriti u timske te su Warriorsi ispali već u prvom krugu od Syracuse Nationalsa u samo tri utakmice. Chamberlain je, kao zvijezda momčadi, bio teška karaktera te nije odviše poštovao trenera Johnstona. Vlasnik Eddie Gottlieb kasnije je prokomentirao: „Moja pogrješka je bila ta što nisam angažirao strožeg trenera, a Johnston jednostavno nije bio spreman za neke veće uspjehe“. U trećoj sezoni u dresu Warriorsa mjesto glavnog trenera preuzeo je Frank McGuire, trener koji je "oduzeo" NCAA naslov Chamberlainu u onoj nevjerojatnoj završnici gdje je odveo Tar Heelse do pobjede. U sezoni 1961./62. Chamberlain je ostvario prosjeke od 50.4 poena i 25.7 skokova po utakmici čime je srušio nekoliko NBA rekorda. Dana 2. ožujka 1962. godine, u Hersheyu u Pennsylvaniji, u utakmici protiv New York Knicksa, Chamberlain je odigrao nevjerojatno te je postigao i danas nedostižnih 100 poena u utakmici. Chamberlain je šutirao iz igre 36/63 te je postigao, netipičinih za njega, 28 od 32 slobodnih bacanja. Te sezone Chamberlain je postigao nevjerojatnih 4029 poena u regularnom dijelu sezone te je tim postao jedini igrač u NBA povijesti koji je "probio" granicu od 4000 poena u sezoni te je još jednom ostvario preko 2000 skokova u sezoni, tj. 2052 skoka. Uz to Chamberlain je i ostvario prosjek od čak 48.5 minuta u igri po utakmici, što znači da je odigrao ukupno 3882 minute od momčadskih 3890 minuta. Razlog većem prosjeku minuta nego što je regularni je taj da je Chamberlain odigrao nekoliko dužih produžetaka koji su utjecali na taj prosjek. Chamberlain bi i ostvario 3890 minuta da nije bio u jednoj utakmici osam minuta prije kraja isključen iz igre zbog druge nesportske pogrješke. Na All-Star utakmici te sezone Chamberlain je postigao 42 poena, uz šut iz igre 17/23, i 24 skoka.
U doigravanju 1962. godine, u završnici Istoka, Warriorsi su se ponovno susreli sa starim rivalima Boston Celticsima. Nakon prvih šest utakmica rezultat serije bio je 3-3. U bliskoj sedmoj utakmici, 16 sekundi prije kraja utakmice, Chamberlain je izjednačio rezultat na 107:107, ali je do kraja utakmice bek Celticsa Sam Jones postigao koš sa zvukom sirene i donio pobjedu svojoj momčadi i ulazak u NBA finale. Kasnije javnost je Chamberlaina žestoko kritizirala što je često postizao velik broj poena, a nikada nije osvojio naslov. U obrani Wilt je bio, po riječima trenera McGuirea, "nadčovjek" te je Warriorsima nedostajao drugi strijelac te kvalitetan pričuvni centar koji bi ulaskom s klupe skinuo teret s Chamberlainovih leđa. U sezoni 1962./63. Eddie Gottlieb prodao je franšizu Warriorsa skupini poslovnih ljudi iz San Francisca za svotu od 850 tisuća dolara. Budući da se sjedište tvrtke nalazi u San Franciscu franšiza je premještena u San Francisco te je nazvana San Francisco Warriors. Mjesto glavnog trenera zauzeo je Bob Feerick, a većina momčadi iz Philadelphije se raspala. Na primjer Paul Arizin je odlučio otići u mirovinu nego mijenjati grad i napustiti posao i obitelj dok je recimo Tom Gola zatražio zamjenu te je na polusezoni napustio redove momčadi i otišao u New York Knickse. Iako su momčad napustili značajni strijelci Chamberlain je nastavio sa sjajnim statistikama od 44.8 poena i 24.3 skokova po utakmici, ali unatoč Chamberlainovim sjajnim statistikama, Warriorsi su izgubili 49 od 80 utakmica te su propustili doigravanje. U sezoni 1963./64. Chamberlain je dobio novog trenera, Alexa Hannuma te je kao pomoć dobio odličnog i snažnog novaka, Natea Thurmonda. Trener Hunnum se zalagao više za timsku igru te se nije oslanjao na individualne uspjehe te se nije bojao suprotstaviti Chamberlainu koji je bio poznat po tome da nije slušao trenere koji mu se nisu sviđali. Uz Thurmonda Chamberlain je ostvario još jednu sjajnu sezonu te je prosječno postizao 36.9 poena i 22.3 skokova te su Warriorsi otišli sve od NBA završnice. U toj završnici Warriorsi su još jednom izgubili od Boston Celticsa. U sezonu 1964./65. Warriorsi su krenuli loše te su ubrzo upali u financijsku krizu, a Chamberlain je, nakon All-Star utakmice, mijenjan u Philadelphia 76erse dok su Warriorsi u zamjenu dobili Paula Neumanna, Conniea Dierkinga, Leeja Shaffera i 150 tisuća dolara.

#### Philadelphia 76ers (1965.–1968.)
Nakon zamjene, Chamberlain se našao u mladoj i talentiranoj momčadi 76ersa. Momčad su predvodili Hal Greer, Larry Costello, Chet Walker i Lucious Jackson. Međutim nije bilo sve tako sjajno jer se Greer, predvoditelj momčadi i franšize, nije tako lako mogao odreći mjesta vođe i autoriteta dok je Jacksonu bilo teško napustiti mjesto centra, zbog Chamberlainovog dolaska, i zauzeti mjesto krilnog centra. Chamberlain je ponovno pokazao svoju drskost i neposluh jer je potpuno zanemario glavnog trenera momčadi, Dolpha Schayesa zbog, prema navodima Chamberlaina, nekoliko prljavih poteza tijekom njihovog rivalstva na terenu. U novu sezonu Chamberlain je krenuo sjajno te je u drugom dijelu sezone prosječno postizao 34.7 poena i 22.9 skokova. Nakon pobjede nad Cincinnati Royalsima u prvom krugu doigravanja, Philadelphia 76ersi su se u završnici Istoka susreli sa starim rivalima Boston Celticsima. Obje momčadi bile su vrlo izjednačene na svim pozicijama, a što se tiče pozicije centra predviđalo se da će Russell i Chamberlain voditi veliku bitku pod košem i da će ta borba također biti neizvjesna. Nakon prvih šest utakmica serija je bila izjednačena pri rezultatu 3-3, a zadnja i odlučujuća utakmica, zbog boljeg regularnog omjera Celticsa, igrala se u Boston Gardenu. Tijekom te sedme utakmice i Russell i Chamberlain bili su izvanredni. Chamberlain je postigao 30 poena i sakupio 32 skoka dok je Russell postigao 16 poena, 27 skokova i 8 asistencija. U posljednjoj minuti Chamberlain je pogodio dva ključna slobodna bacanja i zakucao preko Russella te smanjio vodstvo Celticsa na samo jedan poen prednosti. Na semaforu je preostalo nekoliko sekundi i lopta se izvodila sa strane, tj. izvodio ju je Russell. Russell nije pravilno izveo vraćanje lopte u igru te je lopta otišla u posjed 76ersa. Trener Schayes pozvao je time-out i odlučio je da će posljednji šut uputiti Hal Greer a ne Chamberlain, zbog svoje bojazni kako bi Celticsi namjerno faulirali Chamberlaina zbog njegovog lošeg izvođenja slobodnih bacanja. Nakon što je lopta izvedena sa strane igrač Celticsa John Havlicek presjekao je loptu i tako sačuvao vodstvo Celticsa za pobjedu u utakmici i za ukupnu pobjedu u seriji. To je bilo peti put u posljednjih sedam godina da je Russell bio prepreka u Chamberlainovom ostvarivanju završnice i osvajanju NBA naslova. Ubrzo su ljudi počeli nazivati Chamberlaina "gubitnikom" koji, unatoč svojim sjajnim statistikama, nikada nije ništa osvojio.
U sezoni 1965./66. momčad 76ersa doživjela je tragediju zbog smrti suvlasnika franšize i Chamberlainovog odvjetnika, Ikea Richmana. Iako u šoku 76ersi su sezonu završili s omjerom 55-25, a Chamberlain je prosječno postizao 33.5 poena i 24.6 skokova te je za svoje sjajne nastupe nagrađen drugom nagradom za najkorisnijeg igrača lige. Chamberlain je također nastavio i sa svojim neposluhom te je, zbog svojih kasnih izlazaka i dugog spavanja, mogao trenirati jedino u 16 sati. Kako ne bi naljutio svog najboljeg igrača trener Schayes promijenio je cijeli raspored treninga i prilagodio ga Chamberlainu što je naljutilo ostatak momčadi koji su željeli slobodno poslijepodne. U doigravanju 76ersi su se kao i prethodnih sezona ponovno susreli s Boston Celticsima te su po prvi puta imali prednost domaćeg terena. Prve dvije utakmice otišle su u korist Celticsa rezultatima 115:96 i 114:93. Chamberlain nije odigrao najbolje te je iz igre šutirao sa slabih 40% uspješnosti. U trećoj utakmici Chamberlain je postigao 31 poena i 27 skokova i momčadi osigurao važnu pobjedu. Nakon utakmice trener Schayes odlučio je održati trening kako bi što bolje pripremio momčad za iduću utakmicu, međutim Chamberlain je izjavio da je "preumoran" te se odbio pojaviti na treningu. U četvrtoj utakmici Boston je pobijedio rezultatom 114:108. Prije pete utakmice Chamberlain je bio nedostupan treneru i momčadi te je preskakao i treninge, a kako bi zaštitio zvijezdu momčadi trener Schayes izjavio je da je Chamberlain dobio nekoliko slobodnih dana. U petoj utakmici Chamberlain je odigrao sjajno i postigao nevjerojatnih 46 poena i 34 skoka, ali to ipak nije bilo dovoljno za pobjedu i Celticsi pobjeđuju rezultatom 120:112. Nakon završetka serije Chamberlaina su žestoko kritizirali mediji zbog svog nedoličnog, egoističnog i bezobraznog ponašanja što je pružalo loš primjer cijeloj momčadi. Prije sezone 1966./67. trener Schayes je smijenjen, a mjesto glavnog trenera 76ersa zauzeo je Chamberlainu već poznata osoba, Alex Hannum. Dolazak Hannuma označile su promjene u svlačionici i žestoke prepirke s Chamberlainom. Hannum je htio pokazati tko je "šef" i zaraditi Chamberlainovo poštovanje. Kako je vrijeme odmicalo njih dvojica su se pomirila, a svojim dolaskom Hannum je unio i promjene u igru. Budući da je Chamberlain oko sebe imao popriličan broj kvalitetnih igrača koji su mogli zabijati i postizati koševe prislio je Chamberlaina neka se više orijentira na igru u obrani.
Kao rezultat promjene Chamberlain je postizao samo 24.1 poena, ali je zato s 24.1 skokova predvodio ligu u toj kategoriji te je također postizao i 7.8 asistencija po utakmici. Uz to Chamberlain je bio izuzetno precizan iz igre, šutirajući s 69% preciznosti te je igrao i čvrstu obranu. Za te zasluge Chamberlain je proglašen, treći put u karijeri, najkorisnijim igračem lige. 76ersi su sezonu završili s najboljim omjerom lige, 68-13, uključujući i početak sezone s omjerom 46-4. S promjenom načina igre Chamberlain je postao i druga osoba. Počeo je hvaliti svoje suigrače te je pomagao mladom i talentiranom Jacksonu u njegovom razvoju. U završnici Istoka 76ersi su ponovno vodili bitku s Celticsima. U prvoj utakmici serije 76ersi su pobijedili Celticse rezultatom 127:112 zahvaljujući Halu Greeru koji je postigao 39 poena i Chamberlainu koji je postigao neslužbeni quadruple double s 24 poena, 32 skoka, 13 asistencija i 12 blokada (neslužben podatak o blokadama jer se one u to vrijeme nisu brojile). U drugoj utakmici 76ersi ponovno odnose pobjedu rezultatom 107:102, a Chamberlainov veliki rival Bill Russell pohvalio ga je što je prisilio igrače Celticsa da šutiraju izvana uz slabu preciznost. U trećoj utakmici Chamberlain je sakupio 41 skok čime je osigurao momčadi pobjedu 115:14 i rezultat serije 3-0. U četvrtoj utakmici Celticsi odnose pobjedu rezultatom 121:117, ali u petoj utakmici serije 76ersi su jednostavno prejaki i na čelu s Chamberlainom, koji je postigao 29 poena, 36 skokova i 13 asistencija, uvjerljivo pobjeđuju rezultatom 140:116. U NBA završnici 76ersi su se susreli s Chamberlainovom bivšom momčadi, San Francisco Warriorsima. U prve dvije utakmice pobjedu su odnijeli 76ersi, ali u iduće tri utakmice, u njih dvije, pobjedu odnose Warriorsi i prije šeste utakmice rezultat serije bio je u korist 76ersa 3-2. U šestoj utakmici, sjajnom obranom i napadom 76ersi su stvorili prednost, ali 15 sekundi prije kraja Warriorsi su zaostajali za samo poen zaostatka. Na odluku trenera Ricka Barryja i Nate Thurmonda odlučili su odigrati pick and roll na Chamberlainu, ali kada su se igrači počeli kretati Chet Walker dobro je zatvorio Barryja, a Chamberlain, koji je čuvao Thurmonda, onemogućio je dodavanje. Barry je panično izbacio loptu prije sirene, ali one nije došla do obruča i 76ersi su osvojili svoj prvi NBA naslov. Nakon utakmice Chamberlain je komentirao: „Sjajno je biti dio najbolje košarkaške momčadi na svijetu. Biti prvak je predivno i uzbuđujuće“. Tijekom serije, Chamberlain je prosječno postizao 17.7 poena i 28.7 skokova po utakmici, nedopuštajući Thurmondu da ostvari više skokova od njega.
U sezoni 1967./68. došlo je do nesuglasica između Chamberlaina i vlasnika franšize. Te nesuglasice sežu još od 1965. godine, kada su Chamberlain i njegov odvjetnik Richman dogovorili Chamberlainovo preuzimanje 25% dionica frašize nakon njegovog umirovljenja. Nakon nekog vremena nesuglasice su riješene Chamberlainovim potpisivanjem novog jednogodišnjeg ugovora vrijednog 250 tisuća dolara. Na terenu Chamberlain je i dalje nastavio sa sjajnim nastupima te je prosječno postizao 24.3 poena i 23.8 skokova po utakmici. Kao i prethodne tri sezone 76ersi su imali najbolji omjer u ligi, a Chamberlain je te sezone postao prvi i jedini centar koji je predvodio ligu u asistencijama i jedini koji je probio granicu od 25000 poena u karijeri. Za svoje zasluge Chamberlain je, po četvrti put u karijeri, imenovan najkorisnijim igračem lige. U poluzavršnici Istoka 76ersi su se susreli s New York Knicksima. Iako bez šestog igrača Billya Cunninghama, koji je slomio ruku, i s brojnim ozljedama u momčadi, 76ersi su svladali Knickse rezultatom 115:97 te su odnijeli pobjedu u seriji 4-2. U toj šestoj i odlučujućoj utakmici Chamberlain je postigao 25 poena i 27 skokova, a tijekom cijele serije predvodio je svoju momčad u poenima, skokovima i asistencijama. U završnici Istoka 76ersi su se ponovno susreli s Boston Celticsima i ovaj puta s prednošću domaćeg terena. Trener Hannum bio je uvjeren da će 76ersi pobijediti Celticse u manje od sedam utakmica zbog toga što su ih već i godine pritiskale, pogotovo Russella kojemu je već bilo 34. Nakon atentata, 4. travnja 1968. godine, na Martina Luthera Kinga, mnogi afroamerički igrači obje močadi bili su u šoku te su pozivali ligu da otkažu ovu seriju. Međutim, ništa nije odgođeno te su igrači morali odigrati tu seriju. U prvoj utakmici serije Celticsi su pobijedili rezultatom 127:118, a u drugoj utakmici pobjedu odnose 76ersi rezultatom 115:106. U trećoj i četvrtoj utakmici 76ersi pobjeđuju te su bili blizu NBA završnice jer niti jedna momčad nije uspjela nadoknaditi zaostatak od 3-1 u seriji. Međutim, Celticsi su podigli igru na višu razinu te su predvođeni Johnom Havlicekom pobijedili u iduće dvije utakmice i tako uzrokovali šok u redovima 76ersa. U sedmoj utakmici, pred domaćim gledateljima, 76ersi su izgubili rezultatom 100:96, a Celticsi su postali prva momčad u povijesti NBA lige koja je uspjela preokrenuti zaostatak u seriji od 3-1. U toj utakmici 76ersi su loše šutirali, a i sam Chmaberlain je uz šut 4/9 postigao 14 poena i 34 skoka. Kritike za poraz pale su na trenera Hannuma, zbog Chamberlainovih premalo dodira s loptom. Inače u igri 76ersa Chamberlain bi dobio loptu 60-ak puta po utakmici, ali u ovoj sedmoj utakmici Chamberlain je loptu primio samo 23 puta, što znači sedam u trećoj i dva puta u četvrtoj četvrtini utakmice. To je značilo da je Chamberlain sada na omjeru 1-6 protiv Celticsa. Nakon završetka sezone, trener Hannum odlučio je preuzeti neki klub koji je bliže njegovoj obitelji te je napustio 76erse i preuzeo Oakland Oakse u novoosnovanoj ABA ligi. Nakon tog poteza, Chamberlain je zatražio zamjenu te ga je generalni upravitelj 76ersa Jack Ramsay mijenjao u Los Angeles Lakerse u zamjenu za Darralla Imhoffa, Archiea Clarka i Jerryja Chambersa.

#### Los Angeles Lakers (1968.–1973.)
Dana 9. srpnja 1968. Chamberlain je i službeno postao članom Los Angeles Lakersa, a osim toga postao je i najplaćeniji igrač momčadi s godišnjom plaćom od 250 tisuća dolara, pretekavši Jerryja Westa koji je, kao najplaćeniji igrač momčadi, ostvarivao zaradu od 100 tisuća dolara godišnje. Nakon dolaska Chamberlain se našao u sjajnoj momčadi Lakersa koju su predvodili Elgin Baylor i Jerry West, a uz njih momčad su činili i Mel Counts, Keith Erickson, Tom Hawkins i šesti igrač Johnny Egan. Ono što je zabrinjavalo glavnog trenera Lakersa, Billa Van Breda Kolffu, bila je slaba pokrivensot bekovskih pozicija te nekvalitetna zamjena na Westovoj poziciji šutera. Dok se West sjajno uklopio u novu taktiku momčadi Baylor i Chamberlain stalno su bili u nekakvoj svađi. Chamberlain je osim lošeg odnosa s Baylorom ostvario i loš odnos s glavnim trenerom, zbog toga što je treneru smetao Chamberlainov ego i njegova sebičnost u igri koja je dolazila na vidjelo na treninzima. Chamberlain je uzvratio treneru nazvavši ga "najgorim i najglupljim trenerom ikad". Zbog lošeg odnosa s trenerom i pojedincima u momčadi, Chamberlain je bio izrazito frustriran što se pokazalo i na terenu. Nekoliko puta trener Kollf bio je prisiljen izvaditi Chamberlaina iz igre, a kao dodatak tome dodat ćemo i podatak da je Chamberlain te sezone, u nekoliko utakmica, ostvario mizerne brojke u poenima. Dvije utakmice završio je sa samo šest poena dok je jednu utakmicu završio sa samo 2 postignuta poena. Iako je sezona bila frustrirajuća za Chamberlaina ipak je prosječno postizao 20.5 poena i 21.1 skokova po utakmici. Unatoč nekolicini problema u momčadi vlasnik Lakersa, Jack Kent Cooke, bio je zadovoljan porastom prodaje ulaznica nakon Chamberlainovog dolaska koji je bio za čak 11%. U doigravanju Lakersi su u prvom krugu svladali San Francisco Warriorse rezultatom 4-2, a u završnici Istoka Atlanta Hawkse rezultatom serije 4-1. U NBA završnici na suparničkoj strani ponovno su stajali Boston Celticsi. Prva i druga utakmica pripale su Lakersima, nakon sjajnih izvedbi Westa od 53 i 41 poena, ali su zato iduće dvije otišle u korist Boston Celticsa. Chamberlain je bio žestoko kritiziran zbog svoje pasivnosti u igri, što je omogućilo Russellu da ga kvaliteno zatvori i ne dopusti mu približavanje košu. U petoj utakmici Chamberlain je konačno odigrao solidnu utakmicu te je s 13 poena i 31 skokom odveo Lakerse do, 117:104, pobjede. U šestoj utakmici Celticsi su pobijedili rezultatom 99:90 i izjednačili seriju pri rezultatu 3-3. U toj utakmici Chamberlain je postigao samo 8 poena, a po mišljenju nekih košarkaških analitičara da je te večer postigao za njega uobičajenih 30-ak poena Lakersi bi vjerojatno već tada bili prvaci. Prije sedme utakmice vlasnik Lakersa postavio je 1000 balona ispred dvorane Lakersa, kako bi bili spremni za proslavu. Taj čin arogancije potaknuo je Celticse na sjajnu igru koja se kasnije pokazala i na terenu. Nakon tri četvrtine Celtics su vodili rezultatom 91:76. Međutim, na čelu sa sjanim Westom Lakersi se vraćaju u utakmicu, ali ubrzo ostaju bez Chamberlaina koji je pri pokušaju skoka nezgodno ozlijedio koljeno te biva zamijenjen Melom Countsom. Tri minute prije kraja Counts i West pogađaju ključne koševe te Lakersi zaostaju za samo jedan poen, tj. utakmica je bila pri rezultatu 103:102. Međutim tada Celticsi počinju igrati agresivniju obranu i uz mnoge nepotrebne pogrješke igrača Lakersa dolaze do pobjede rezultatom 108:106 i osvajaju još jedan NBA naslov. West je tu utakmicu zaključio s triple-double učinkom od 42 poena, 13 skokova i 12 asistencije te je imenovan najkorisnijim igračem NBA završnice, time postavši prvi igrač u NBA povijesti s tom nagradom unatoč tome što je njegova momčad izgubila u završnici. 
Nakon te sedme utakmice počela su brojna zapitkivanja zašto je Chamberlain izašao šest minuta prije kraja utakmice, uz ne toliko opasnu ozljedu. Prije zamjene Chamberlain je postigao 18 poena i sakupio 27 skokova nasuprot Countsovih 10 poena. Trener Lakersa izvadio je Chamberlaina iz igre zbog njegovih već pomalo slabih kretnji u obrani, a uz potpuno povjerenje u njegovu zamjenu bio je uvjeren da Lakersi mogu odnijeti pobjedu. Međutim shvatio je da je pogriješio što je Chamberlaina pozvao na klupu te je odstupio s mjesta glavnog trenera momčadi. U drugoj sezoni, pod vodstvom novog trenera, Chamberlain je teško ozlijedio koljeno te je propustio veći dio sezone, ali je uspio ostvariti brojke od 27.3 poena, 18.4 skokova i 4.1 asistencija po utakmici. Lakersi su, kao i prethodnih sezona, ostvarili doigravanje, ali i NBA završnicu. U završnici susreli su se sa sjajno organiziranom momčadi New York Knicksa, koju su predvodili igrači poput Walta Fraziera, Willisa Reeda i Davea DeBusscherea. Zbog prethodnih problema s koljenom Chamberlain je izgubio brzinu, te mu zbog toga centar Knicksa, Reed, nije odgovarao. Sa sjajnim šutem s poludistance i visokim i neuhvatljivim šutevima Reed je stvarao velike probleme Chamberlainu. U prvoj utakmici, s Reedovih 37 poena nad Chamberlainom, Knicksi su odnijeli pobjedu rezultatom 124:112. U drugoj utakmici Chamberlain je postigao 19 poena i 24 skokova, te s blokadom, nad Reedom, u zadnjim sekundama susreta donosi pobjedu Lakersima 105:103. U trećoj utakmici Dave DeBusschere je tri sekunde prije kraja postigao koš kojim je povećao vodstvo Knicksa na 102:100. Budući da Lakersi nisu imali time-outa na raspolaganju Chamberlian je ubacio loptu u igru dodavši je Westu. West ju je u trku izbacio s otprilike 19 metara te je lopta nevjerojatno ušla u koš podigavši publiku na noge, ali su Knicksi ipak pobijedili rezultatom 111:108. U četvrtoj utakmici Chamberlain je postigao 18 poena i 25 skokova te je zajedno s Westom, 37 poena i 18 asistencija, odveo Lakerse do izjednačenja serije 2-2. U petoj utakmici Knicksi su doživjeli šok kada je Reed, pri jednom skoku, istegnuo mišić te se činilo da je izvan stroja do kraja serije. Chamberlain je tada iskoristio Reedov izostanak i dominirao je reketom te su Lakersi na poluvrijeme otišli s prednošću od 13 poena razlike. Međutim u drugom poluvremenu Knicksi su odigrali čvrstu obranu što je uzrokovalo Lakersovih 19 izgubljnih lopti, te su Knicksi na kraju odnijeli pobjedu rezultatom 107:100. Nakon završetka utakmice novinari su prozvali ovaj pothvat Knicksa jednim od najvećih preokreta u povijesti NBA završnica. Prije sedme utakmice Lakersi su bili glavni favoriti za osvajanje naslova. U sedmoj utakmici Reed, povratnik u momčad Knicksa, postigao je prvih četiri poena u utakmici potaknuvši suigrače na još bolju i čvršću igru. Knicksi su na poluvrijeme otišli s prednošću od 27 poena, unatoč sjajnom Chamberlainu koji je postigao 21 poen. Do kraja utakmice, predvođeni Waltom Frazierom s 36 poena i 19 asistencija, Knicksi su osigurali pobjedu u sedmoj utakmici i time osvojili NBA naslov. 
U sezoni 1970./71., Lakersi su pojačali svoju momčad značajnim potpisivanjem mladog i talnetiraong Gaila Goodricha iz Phoenix Sunsa. Te sezone Chamberlain je prosječno postizao 20.7 poena, 18.2 skokova i 4.3 asistencije po utakmici, te je uz još jedan naslov najboljeg skakača lige odveo svoju momčad do naslova prvaka Pacifičke divizije. U završnici Zapadne konferencije, nakon gubitka Baylora zbog ozljede Ahilove tetive i Westa zbog problema s koljenima, Lakersi su bili znatno oslabljeni protiv sjajne momčadi Bucksa predvođene Lewom Alcindorom, bolje poznatim pod nazivom Kareem Abdul-Jabbar, i veteranom Oscarom Robertsonom. Favoriti serije, s 66 pobjeda u regularnom dijelu sezone, bili su Bucksi, ali su imali još jednu prednost jer je njihova zvijezda Alcindor imao 24, a njegov rival na poziciji centra, Chamberlain 34 godine. U prvoj utakmici serije, Jabbar je nadvisio Chamberlaina u poenima s 32 naprema 22 postigunta poena te su Bucksi pobijedili rezultatom 106:85. U drugoj utakmici Bucksi ponovno pobjeđuju, unatoč sjajnom Chamberlainu koji postiže 26 poena, četiri više nego njegov suparnik Jabbar. Prije treće utakmice Westova zamjena Keith Ericksson se ozlijedio, te više nije bio dostupan do kraja sezone što Bucksi koriste i pobjeđuju. U četvrtoj utakmici, uz pomoć novaka Jima McMillana, Chamberlain postiže 24 poena i 24 skoka te donosi Lakersima pobjedu. U petoj utakmici Bucksi pobjeđuju Lakerse na domaćem terenu rezultatom 116:98 i prolaze u NBA završnicu gdje su kasnije svladali i Baltimore Bulletse, te osvojili prvi NBA naslov. Nakon završetka doigravanja Chamberlain je dobio izuzetno neobičnu ponudu. Naime svjetski poznati boksač Muhammad Ali uručio je Chamberlainu poziv za sudjelovanje u boksačkom meču protiv njega. Meč se trebao održati 26. srpnja 1971. godine u Houstonu, ali je na kraju Chamberlain ipak odbio ponudu. U sezoni 1971./72. Lakersi su angažirali Billa Sharmana na mjestu glavnog trenera. Sharman je svojom znanošću igranja obrane, iz doba dok je igrao za Celticse, pretvorio Chamberlaina u dobrog obrambenog igrača potičući ga da se ugleda na svog starog rivala Billa Russella. Također ga je uputio na što veći broj skokova i dodavanje lopte brzim igračima poput Goodricha i Westa koji bi svojom brzinom i kontrama postizali lake koševe. Nakon Baylorovog umirovljenj, Chamberlain je preuzeo titulu kapetana momčadi te je Chamberlain u novoj ulozi ostvario prosjek od 14.8 poena i 19.2 skokova uz šut iz igre od 65%. Te sezone Lakersi su ostvarili 33 uzastopne pobjede što je najduži niz pobjeda u povijesti NBA lige. Sezonu su završili s omjerom 69-13 te su u doigravanje krenuli kao glavni favoriti za naslov. Na putu do NBA završnice Lakersi su pobijedili Chicago Bullse rezultatom serije 4-0, a u završnici Zapada ponovno su ih čekali Milwaukee Bucksi i Kareem Abdul-Jabbar. Chamberlain je u šest utakmica serije nadigrao Jabbara, pogotovo je sjajan bio u šestoj utakmici kada je s 24 poena i 22 skoka preokrenuo rezultat i odveo Lakerse do još jedne NBA završnice. 
U NBA završnici 1972. godine Lakersi su se ponovno susreli s New York Knicksima, a zadatak čuvanja Chamberlaina pripala je nešto nižem Jerryju Lucasu. U prvoj utakmici Lucas je predvodio Knickse do pobjede, ali je u drugoj utakmici Chamberlain nadmudrio Lucasa te ga je vrlo rano doveo u probleme s osobnim pogrješkama, što je Chamberlainu olakšalo postizanje koševa u reketu. Također DeBusschere se ozlijedio te su Lakersi pobijedili rezulatom 106:92. U trećoj utakmici Chamberlain postiže 26 poena i 20 skokova čime osigurava još jednu pobjedu Lakersa. U četvrtoj utakmici Chamberlain je brzo sakupio pet osobnih pogrešaka te, jer nikad u svojoj karijeri nije izašao iz igre zbog šest osobnih pogrešaka, veći dio utakmice presjedio je na klupi. Međutim pri kraju utakmice Chamberlain je preuzeo rizik isključenja iz igre, te je u produžetku blokirao dva važna Lucasova šuta i s 27 poena donio je još jednu vrijednu pobjedu Lakersima. Također u toj utakmici Chamberlain je nezgodno pao na desnu ruku te ju potrgao. Stoga je u petoj utakmici završnice nosio zaštitnu navlaku preko ruke, najčešće dizajniranu za profesionalne igrače amričkog nogometa. Liječnik mu je ponudio injekciju protiv bolova, ali je Chamberlain odbio tu ponudu jer se pribojavao da će izgubiti osjet u ruci što će mu onemogućiti postizanje koševa. U toj petoj utakmici Chamberlain je postigao 24 poena i 29 skokova te time pomogao Lakersima u ostvarivanju pobjede 114:100 i osvajanju prvog NBA naslova u povijesti te franšize. Ujedno to je bio Chamberlainov drugi NBA prsten u njegovoj dugogodišnjoj NBA karijeri. Za svoje sjajne izvedbe, pogotovo one u petoj utakmici, unatoč ozljedi, Chamberlain je imenovan najkorisnijim igračem NBA završnice. U sezoni 1972./73., koja je na kraju bila i njegova posljednja, iako on to od samog početka nije znao, Lakersi su imali problema s ozljedama i već ostarjelim igračima. Chamberlain je te sezone prosječno postizao 13.2 poena i 18.6 skokova i čak u svojoj posljednjoj sezoni, uz još jedan naslov najboljeg skakača lige, uspio je srušiti NBA rekord. Ostvario je uspješnost šuta iz igre od čak 73%, prethodno srušiviši svoj stari rekord iz 1967. godine, što je do danas ostao netaknut NBA rekord. To je ujedno bio deveti put da je Chamberlain predvodio ligu u postotku šuta iz igre. Te se sezone Lakersi su ipak ostvarili 60 pobjeda i dogurali do NBA završnice. U NBA završnici čekali su ih stari rivali New York Knicksi, ovaj puta zdravi, s Willisom Reedom i Waltom Frazierom. U prvoj utakmici završnice, West je s 24 poena odveo momčad do pobjede 115:112. Međutim Knicksi su pobijedili u drugoj i trećoj utakmici te je serija bila pri rezultatu 2-1. U četvrtoj utakmici Knicksi s lakoćom odnose pobjedu, a u petoj utakmici, unatoč sjajnom Chamberlainu koji je postigao 23 poena i 21 skok, Knicksi pobjeđuju rezultatom 102:93 i osvajaju NBA naslov. Iako to još Chamberlain nije znao, to mu je bio posljednji nastup u njegovoj NBA karijeri.

#### San Diego Conquistadors (1973. – 1974.)
Godine 1973. ABA momčad San Diego Conquistadors potpisala je Chamberlaina, kao igrača/trenera, za 600 tisuća dolara. Trenerske dužnosti Chamberlain je najčešće prepuštao pomoćnom treneru Stanu Albecku, a on se ponajviše usredotočio na promoviranje autobiografije pod nazivom Wilt: Just Like Any Other 7-Foot Black Millionaire Who Lives Next Door. Te sezone, kao trener/igrač San Diega Chamberlain se baš i nije proslavio jer je momčad završila sezonu s omjerom 37-47 i porazom u poluzavršnici doigravanja. Također Chamberlain nije bio zadovoljan ni s posjećenosti gledatelja te se nakon završetka sezone umirovio od profesionalne košarke.  

## Život nakon NBA
Nakon San Diega i povlačenja iz košarke Chamberlain je uspješno ušao u svijet showbizza i zabave. Zaradio je popriličnu količinu novca na dionicama i nekretninama te je otvorio jedan od poznatijih noćnih klubova "Big Wilt's Smalls Paradise". Također, Chamberlain je ulagao i u neke odbojkaške i atletske klubove te je zaradio nešto novca pojavljivanjem u reklamama tvrtki kao što su Foot Locker, Drexel Burnham i Le Tigre Clothing. Nakon košarke Chamberlain je zavolio odbojku te postao njezin veliki obožavatelj. Godine 1974. postao je član izvršnog odbora američkog odbojkaškog saveza, a godinu dana kasnije i njegov predsjednik. Sudjelovao je i na odbojkaškoj All-Star utakmici te je imenovan najkorisnijim igračem utakmice, a 1979. napustio je IVA odbojkaški savez koji se raspao. Chamberlain je tako dobro promovirao odbojku da je čak uvršten u Odbojkašku Kuću slavnih. U svijetu filma, 1984. godine, Chamberlain je odigrao zapaženu ulogu u filmu Conan razarač gdje je glavnu ulogu igrao još jedan snagator, Arnold Schwarzenegger. Iako su mu igrački dani bili odavno prošli, Chamberlain je uvijek bio u sjajnoj formi te je tijekom 1980-ih najavljivao i mogući povratak u NBA. U dobi od 49 i 50 godina Chamberlain je primio ponude Cleveland Cavaliersa i New Jersey Netsa za povratak u NBA, ali on ih je obje odbio. Često je sudjelovao i na maratonima te je svoju formu zadržao sve do bolešću narušenog zdravlja.

## Rekordi i postignuća karijere
Chamberlain je tijekom svoje NBA karijere odigrao 1045 utakmica, postigao 31419 poena, 23924 skokova i 4643 asistencije, što u prosjeku iznosi 30.1 poena, 22.9 skokova i 4.4 asistencije. Bio je jedan od najdominantijih centara u povijesti košarke te drži nekoliko desetaka NBA rekorda. 
Bio je sjajan strijelac i skakač, što govori i podatak da je čak sedam puta zaredom bio najbolji strijelac lige i jedanaest puta najbolji skakač lige. Chamberlain je odgovoran za nekoliko promjena NBA pravila, koja su bila namijenjena upravo njegovom zaustavljanju. Najslabija točka njegove igre bilo je upravo izvođenje slobodnih bacanja. U sezoni 1967./68. Chamberlain je postavio rekord po broju promašenih slobodnih bacanja u jednoj sezoni sa svojih 578. Također zauzeo je i drugo mjesto po broju promašenih slobodnih bacanja jer je u sezoni 1961./62. promašio njih 528. Za svoje doprinose, Chamberlain je ušao u Košarkašku Kuću slavnih, uvršten je na popis najvećih 35 i 50 najvećih igrača u povijesti NBA lige, te je uvršten na drugo mjesto, u izboru Slam Magazina, za 75 najboljih igrača u povijesti NBA i na trinaesto mjesto najboljih Sjeverno Američkih športaša. 
Dana 6. ožujka 2007. Chamberlain je u izboru ESPN-a za najboljeg centra u povijesti NBA lige zauzeo drugo mjesto iza Kareema Abdula-Jabbara. 
Također, Chamberlain je imao štovanje i kod protivnika jer ga je Bill Russell proglasio jednim od najboljih individualnih rivala, a njegov dres umirovljen je čak pet puta (od sveučiliša Kansas, Harlem Globetrottersa, Philadelphia/San Francisco Warriorsa, Philadelphia 76ersa i Los Angeles Lakersa). 

## Privatni život

### Djetinjstvo
Chamberlain je bio jedno od devetero djece Olivie i Williama Chamberlaina. Bio je član obitelj niže srednje klase s dva brata i šestero sestara, uz smrt dvoje novorođenčadi odmah nakon poroda. Kao tinejdžer Chamberlain se osjećao kao čudak zbog svoje visine, ali i zbog svog mucanja koje je s vremenom nestalo. Imao je i manjak samopozdanja, što je komentirao i jedan njegov prijatelj iz djetinjstva koji je izjavio: „Ne sjećam se da je Chamberlain izlazio s djevojkama, vjerojatno je iz srednje škole izašao kao djevac“. Dolaskom slave Chamberlain se promijenio. Njegov suigrač iz srednjoškolskih dana, Mel Brodsky, rekao je: „Kada je Chamberlain došao u srednju školu bio je skroman, ali do svoje treće godine pohađanja postao je drzak i umišljen, upravo znajući da može učiniti sve što naumi“.

### Status zvijezde
Prva velika zarada u Chamberlainovoj karijeri došla je 1959. godine kada je zaigrao u NBA ligi. Njegov rookie ugovor iznosio je 30 tisuća dolara, što je bilo čak 5 tisuća dolara više od, već dokazanog i višestrukog osvajača NBA naslova, igrača Boba Cousya. Postao je prvi košarkaš s godišnjom plaćom od 100 tisuća dolara, a za vrijeme boravka u Los Angeles Lakersima, Chamberlain je zaradio više od 1,5 milijuna dolara. Uz sav novac i slavu, Chamberlain je počeo s dugotrajnim noćnim izlascima i spavanjem do kasnih poslijepodnevnih sati, što se pokazalo kao problem u sezoni 1965./66. Kada je postao član Lakersa, Chamberlain si je dao izgraditi milijun dolara vrijednu vilu. Vili je dao ime "Ursa Major", što je latinski naziv zviježđa Veliki medvjed. Vila je izgrađena na nevjerojatnoj površini od 2700 četvornih metara na Santa Monica Mountainsima u Bel-Airu, a u izgradnju je utrošeno više od 200 tona kvalitetnog kamena i 100 tona pijeska. Izgradnja vile je završena 1971. godine. Chamberlain je živio sam, a uz luksuznu kuću posjedovao je i impresivnu zbirku automobila. U tu zbirku ulazili su Ferrari, Bentley i replika Bondovog automobila u vrijednosti od 400 tisuća dolara.

### Prijateljstva i rivalstva
Iako je, po navodima novinara, Chamberlain bio veliki egoist, razvio je brojne sjajne odnose s nekim svojim suparnicima ili pak suradnicima. Često je i isticao svoj odličan odnos s gledateljima kojima je rado potpisivao autograme. Tijekom većeg dijela svoje karijere Chamberlain je bio odličan prijatelj sa svojim, tada najvećim rivalom na terenima, Billom Russellom. Njih dvojica često su provodila slobodno vrijeme zajedno te ga je Chamberlain, u nekoliko navrata, pozivao na večeru na Dan zahvalnosti. S vremenom, odnosi su postali napeti, a nakon sedme utakmice NBA završnice 1969. godine, njihov odnos se raspao i njih dvojica nisu razgovarala više od 20 godina. Naime Chamberlain je šest minuta prije kraja utakmice izašao iz igre i nije se više vratio. Russell ga je optužio da je kukavica i da se nije mogao suočiti s time da bi Lakersi možda mogli izgubiti dok je Chamberlian, koji zbog teško ozlijeđenog koljena propustio ostatak doigravanja i većinu iduće sezone, izjavio da mu je Russell zabio nož u leđa. Russell je u nekoliko navrata probao ispraviti stvari, ali to prijateljstvo nikada više nije doseglo onu razinu kao na početku njihovih karijera. 
Također, Chamberlain je izgradio i prijateljstvo s tada nadolazećom NBA zvijezdom, Kareemom Abdulom-Jabbarom. Abdul-Jabbar idolizirao je Chamberlaina, ali s vremenom ti odnosi su postali napeti, pogotovo nakon Chamberlainovog umirovljenja. Chamberlain je često kritizirao Jabbarovu igru u napadu i obrani, dok je s druge strane, Jabbar kritizirao Chamberlaina zbog njegovog političkog opredijeljenja i njegovog načina života. Nakon što je Jabbar 1984. godine srušio Chamberlainov rekord po broju postignutih poena u karijeri, odnosi su se nakratko popravili, ali ubrzo je Chamberlain počeo s novim kritikama. U svojoj autobiografiji, 1990. godine, Jabbar je prozvao Chamberlaina plačljivcem i osobom koja lako odustaje i sve do Chamberlainove smrti, odnos je ostao nategnut.

### Ljubavni život i podatak o 20.000 žena
Kao tinejdžer sramežljiv i nesiguran, Chamberlain je kasnije postao poznati ženskar. Mnogi su svjedočili njegovim seksualnim avanturama, a kasnije su i njegovi prijatelji posvjedočili da je Chamberlain znao u 10 dana spavati s oko 23 žene. Često je organizirao skupne zabave s dvije, tri ili više žena. Godine 1991. Chamberlain je objavio svoju drugu autobiografiju, Pogled odozgo, u kojoj je iznio podatak da je spavao s više 20 tisuća žena. To bi značilo da je Chamberlain spavao s 1.14 žena dnevno, tj. od svoje 15 godine pa sve do smrti a to bi također značilo da je Chamberlain spavao s osam žena tjedno. Ubrzo je postao predmet ismijavanja brojnih komičara i šaljivaca. U jednom intervjuu 1999. godine, nekoliko mjeseci prije smrti, izjavio je da se nikad nije ženio zato što je želio slobodu u vođenju ljubavi s mnogo žena iako je također izjavio da je bolje s istom ženom voditi ljubav tisuću puta nego s tisuću žena jednom. Chamberlain nikada nije bio ni blizu ženidbe, a nekoliko puta je priznao da mu se više sviđaju bijelkinje.

### Smrt
Chamberlain je prije smrti imao poprilične probleme sa srcem. Godine 1992., Chamberlain je hospitaliziran na tri dana zbog nepravilnih otkucaja srca, a 1999. godine zdravlje mu se naglo pogoršalo. Tijekom tog razdoblja, Chamberlain je izgubio između 22 i 23 kilograma. Tjedan dana prije smrti Chamberlain se podrvrgnuo operaciji, ali činilo se da mu se zdravlje neće popraviti. Dana 12. listopada 1999. godine, u svojoj kući u Bel-Airu, Chamberlain je preminuo od zastoja srca. Nekoliko dana kasnije, Južnu Kaliforniju zadesio je blaži potres te su mnogi to protumačili, kroz šalu, da je Chamberlain stigao na vječna počivališta.

## NBA statistika

### Regularni dio
| Godina    | Klub          | Odig. uta. | Uta. poč. | Min. | 2P%  | 3P%               | Sl. bac.% | Skok. | Asist. | Ukr. lop.       | Blok.           | Poena |
| --------- | ------------- | ---------- | --------- | ---- | ---- | ----------------- | --------- | ----- | ------ | --------------- | --------------- | ----- |
| 1959./60. | Philadelphia  | 72         |           | 46.4 | .461 | nisu bile uvedene | .582      | 27.0  | 2.3    | nisu se brojale | nisu se brojale | 37.6  |
| 1960./61. | Philadelphia  | 79         |           | 47.8 | .509 | —                 | .504      | 27.2  | 1.9    | —               | —               | 38.4  |
| 1961./62. | Philadelphia  | 80         |           | 48.5 | .506 | —                 | .613      | 25.7  | 2.4    | —               | —               | 50.4  |
| 1962./63. | San Francisco | 80         |           | 47.6 | .528 | —                 | .593      | 24.3  | 3.4    | —               | —               | 44.8  |
| 1963./64. | San Francisco | 80         |           | 46.1 | .524 | —                 | .531      | 22.3  | 5.0    | —               | —               | 36.9  |
| 1964./65. | San Francisco | 38         |           | 45.9 | .499 | —                 | .416      | 23.5  | 3.1    | —               | —               | 38.9  |
| 1964./65. | Philadelphia  | 35         |           | 44.5 | .528 | —                 | .526      | 22.3  | 3.8    | —               | —               | 30.1  |
| 1965./66. | Philadelphia  | 79         |           | 47.3 | .540 | —                 | .513      | 24.6  | 5.2    | —               | —               | 33.5  |
| 1966./67. | Philadelphia  | 81         |           | 45.5 | .683 | —                 | .441      | 24.2  | 7.8    | —               | —               | 24.1  |
| 1967./68. | Philadelphia  | 82         |           | 46.8 | .595 | —                 | .380      | 23.8  | 8.6    | —               | —               | 24.3  |
| 1968./69. | Lakers        | 81         |           | 45.3 | .583 | —                 | .446      | 21.1  | 4.5    | —               | —               | 20.5  |
| 1969./70. | Lakers        | 12         |           | 42.1 | .568 | —                 | .446      | 18.4  | 4.1    | —               | —               | 27.3  |
| 1970./71. | Lakers        | 82         |           | 44.3 | .545 | —                 | .538      | 18.2  | 4.3    | —               | —               | 20.7  |
| 1971./72. | Lakers        | 82         |           | 42.3 | .649 | —                 | .442      | 19.2  | 4.0    | —               | —               | 14.8  |
| 1972./73. | Lakers        | 82         |           | 43.2 | .727 | —                 | .510      | 18.6  | 4.5    | —               | —               | 13.2  |
| Ukupno    |               | 1045       |           | 45.8 | .540 | —                 | .511      | 22.9  | 4.4    | —               | —               | 30.1  |
| All-Star  |               | 13         | 9         | 20.4 | .590 | —                 | .500      | 15.1  | 2.8    | —               | —               | 14.7  |

### Doigravanje
| Godina    | Klub          | Odig. uta. | Uta. poč. | Min. | 2P%  | 3P%               | Sl. bac.% | Skok. | Asist. | Ukr. lop.       | Blok.           | Poena |
| --------- | ------------- | ---------- | --------- | ---- | ---- | ----------------- | --------- | ----- | ------ | --------------- | --------------- | ----- |
| 1959./60. | Philadelphia  | 9          |           | 46.1 | .496 | nisu bile uvedene | .445      | 25.8  | 2.1    | nisu se brojale | nisu se brojale | 33.2  |
| 1960./61. | Philadelphia  | 3          |           | 48.0 | .469 | —                 | .553      | 23.0  | 2.0    | —               | —               | 37.0  |
| 1961./62. | Philadelphia  | 12         |           | 48.0 | .467 | —                 | .636      | 26.6  | 3.1    | —               | —               | 35.0  |
| 1963./64. | San Francisco | 12         |           | 46.5 | .543 | —                 | .475      | 25.2  | 3.3    | —               | —               | 34.7  |
| 1964./65. | Philadelphia  | 11         |           | 48.7 | .530 | —                 | .559      | 27.2  | 4.4    | —               | —               | 29.3  |
| 1965./66. | Philadelphia  | 5          |           | 48.0 | .509 | —                 | .412      | 30.2  | 3.0    | —               | —               | 28.0  |
| 1966./67. | Philadelphia  | 15         |           | 47.9 | .579 | —                 | .388      | 29.1  | 9.0    | —               | —               | 21.7  |
| 1967./68. | Philadelphia  | 13         |           | 48.5 | .534 | —                 | .380      | 24.7  | 6.5    | —               | —               | 23.7  |
| 1968./69. | Lakers        | 18         |           | 46.2 | .545 | —                 | .392      | 24.7  | 2.6    | —               | —               | 13.9  |
| 1969./70. | Lakers        | 18         |           | 47.3 | .549 | —                 | .406      | 22.2  | 4.5    | —               | —               | 22.1  |
| 1970./71. | Lakers        | 12         |           | 46.2 | .455 | —                 | .515      | 20.2  | 4.4    | —               | —               | 18.3  |
| 1971./72. | Lakers        | 15         |           | 46.9 | .563 | —                 | .492      | 21.0  | 3.3    | —               | —               | 14.7  |
| 1972./73. | Lakers        | 17         |           | 47.1 | .552 | —                 | .500      | 22.5  | 3.5    | —               | —               | 10.4  |
| Ukupno    |               | 160        |           | 47.2 | .522 | —                 | .465      | 24.5  | 4.2    | —               | —               | 22.5  |

## Vanjske poveznice
- Povijesni profil na NBA.com (engl.)
- Profil  Arhivirana inačica izvorne stranice od 9. svibnja 2012. (Wayback Machine) na Basketball-Reference.com (engl.)
- Hall of Fame profil  Arhivirana inačica izvorne stranice od 16. listopada 2012. (Wayback Machine) na Hoophall.com (engl.)
- Wilt Chamberlain u internetskoj bazi filmova IMDb-u (engl.)